# 가짜 전쟁
가짜 전쟁(영어: Phoney War, 폴란드어: dziwna wojna)은 독일의 폴란드 침공에 대해 영국과 프랑스가 선전포고한 1939년 9월부터 프랑스 공방전이 시작된 1940년 5월까지이다. 폴란드 침공으로 제2차 세계 대전이 발발했지만, 아직 서방 연합국과 나치 독일 간에 전면적 충돌이 거의 없었던 시기를 이른다. 양측의 선전 포고도 있었고 영국-폴란드 군사동맹과 프랑스-폴란드 군사동맹은 자동 참전 조항을 포함한 방위 조약이었지만, 독일과의 전면전을 우려한 영국과 프랑스는 폴란드에 대한 지원과 독일에 대한 공세 모두 시늉만 냈을 뿐이었다.
전쟁스럽지 않은 국면이었으므로 각국에서 붙인 별명이 많았는데, 윈스턴 처칠은 여명의 전쟁(영어: Twilight War)으로, 독일은 자신의 대표적 전술인 전격전(독일어: Blitzkrieg)에 빗대 착석전(독일어: der Sitzkrieg, 앉은뱅이 전쟁)이라 부르기도 하고, 영미권에서는 보어 전쟁에 빗대어 보어한 전쟁(영어: Bore Wars, 따분한 전쟁)이란 별명도 붙였다. 프랑스에서는 우스꽝스런 전쟁(프랑스어: drôle de guerre)이라고 한다.
가짜 전쟁이란 정식 명칭은 미 상원의원 윌리엄 보라(William Borah)가 1939년 9월에 언급한, "이 전쟁은 왠지 가짜같다."라고 한데서 유래된 것으로 알려져 있다.

## 개요

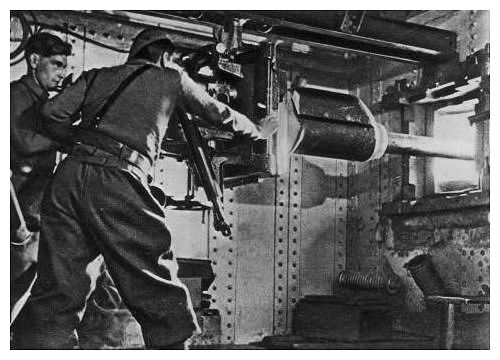
마지노 선의 프랑스군

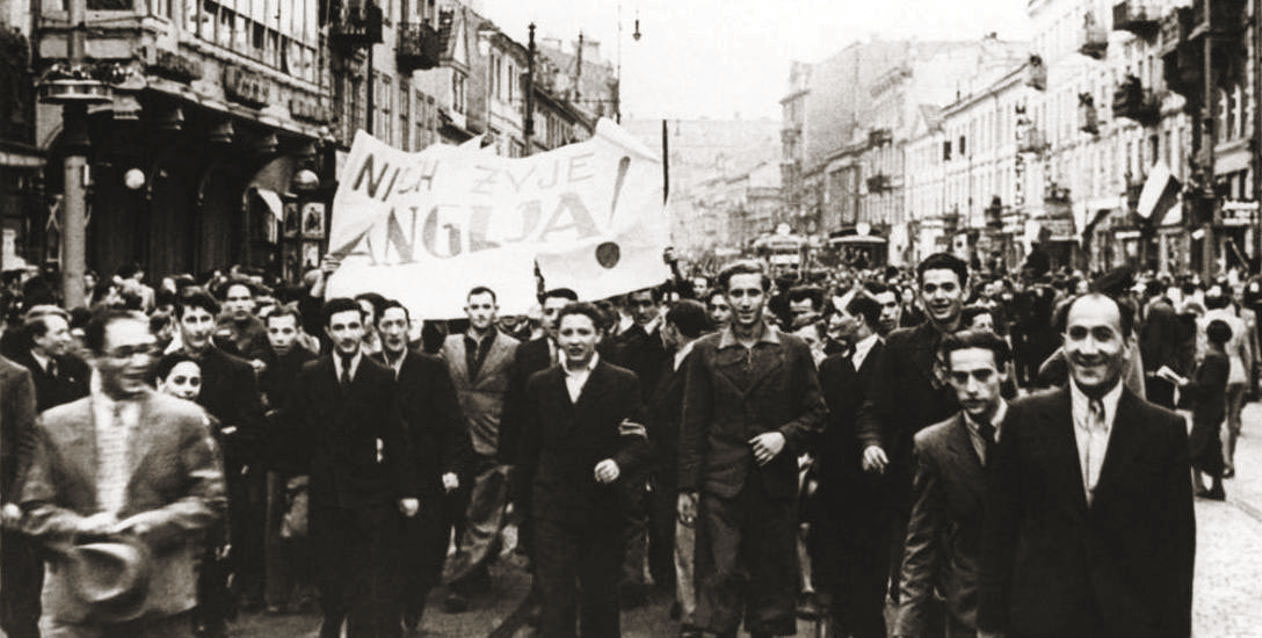
영국이 나치 독일에 선전포고한 9월 3일 날, 바르샤바의 영국 대사관 앞에서 폴란드 시민들이 "영국 만세!" 피켓을 들고 행진하는 모습

독일군 대부분이 폴란드 공세 중이었기 때문에 상대적으로 소수의 독일 병력만이 서부 국경을 따라 설치된 지크프리트 선을 방어중이었다. 프랑스 측 마지노 선에 주둔한 영불 연합군은 압도적인 병력 우세 속에서도 대치만 계속해, 국지적인 소규모 충돌만 이어지거나 때때로 전투기들만 공중전을 나눌 뿐이었다. 제 1차 세계대전 때 참호전의 끔찍한 기억은 양측 누구도 쉽사리 공세를 취할 수 없게 만들었다. 영국 공군은 독일 접경 지역에 삐라만 뿌려댔고, 캐나다 육군이 영국 해안에 처음 지원군을 상륙시킨 후에도 서유럽에선 7개월 간의 폭풍 전야같은 상황만 이어졌다.
옴짝달싹 못하는 상황에 지친 보수당 상원의원 레오폴드 에이머리 (Leopold Amery) 경이 독일 남서부 슈바르츠발트 숲에 소이탄을 투하하자고 주장했는데, 이에 대해 영국 공군성 장관 킹즐리 우드 (Kingsley Wood) 경이 흑림은 민간인 재산이며 혹여 독일 무기 공장 등에 대한 폭격이 전면전으로 확대될 명분이 된다며 폭격 계획을 무산시켰다.
정말 거짓말같은 상황은 영국 지휘부가 군견 배치 목적으로 폭스하운드와 비글 종을 프랑스로 수송하려 했으나 자국 여우 보호를 이유로 프랑스 당국이 거절했던 일이었다. 정작 영국 내부 여론도 아직 독일의 무서움을 실감하지 못하고 있었으며, 이런 분위기는 후일 독일의 하인켈 폭격기(He 111)가 런던 코 앞인 에섹스를 폭격할 때까지 이어졌다
양 측의 충돌이 예상된 시점은 독일의 노르웨이 공략전이었다. 영불 연합군은 노르웨이를 재무장시키기 위해 어마어마한 양의 무기를 미국에서 구입해 날랐다. 고립주의 등으로 비호전적 방침을 견지했던 미국은 영불 연합국에 파병하는 대신 무기를 싸게 팔거나 장기로 리스하는 등 보급에 집중했다. 영불 연합군도 일부 병력을 파견했지만, 독일과 영불 연합군의 직접 충돌은 여전히 없었다. 그나마도 프랑스 공방전이 시작되자 독프 국경 방면으로 모두 철수했다. 홀로 남겨진 노르웨이 군은 나치 독일의 북부 진출을 일부 지연시키는데 만족해야 했다. 그나마도 그 과정에서 노르웨이 군만 3천명이 전사하는 등 종국엔 독일의 완승으로 끝났다.
육상에서와는 반대로 원양에서는 영불 연합군과 독일간에 본격적인 전투가 벌어지고 있었다. 선전포고 몇 시간 후인 9월 3일 독일의 잠수함 작전으로, 승무원 포함 1,418명을 태우고 몬트리올로 향하던 영국 국적 정기여객선 SS 아테니아 호가 헤브리디스 제도 해상에서 112명의 인명피해를 내고 가라앉았다. 바야흐로 대서양 해전의 서막이었다. 9월 4일에는 연합국이 독일 봉쇄령을 발표하여 독일로 수입되는 원료와 식품의 통행을 막자, 독일도 이에 대항해 봉쇄령을 발표했다.
뉘른베르크 재판에서, 알프레트 요들은 "1939년 폴란드 전역이 시작된 후 얼마간, 서부 국경의 영불 연합군 110개 사단에 대해 독일 육군은 23개 사단 뿐이었다."라고 증언했다.
독일 육군대장 지크프리트 베스트팔은 2차 세계대전을 회고하면서 1939년 9월 만약 영불 연합군이 총공세를 취했다면, 당시 서부전선의 독일군은 1, 2주일 버티는 게 고작이었을 거라고 말한 바 있다.

## 가짜 전쟁의 원인

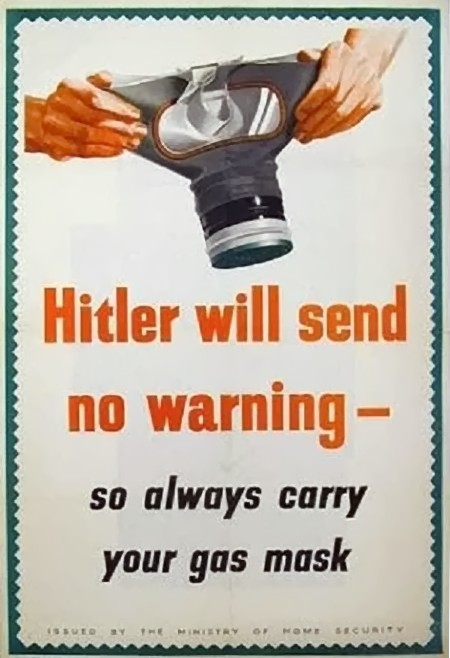
영국 본토 방어부에서 가짜 전쟁 중에 출판한 민방위 포스터

### 작전 준비
프랑스-폴란드 군사동맹 조약에 따라 프랑스가 동원령을 실시한 3일 후에는 대규모 반격을 위한 준비가 시작됐다. 프랑스군은 마지노 선과 독일 국경 사이의 완충 지대를 압도적인 병력을 바탕으로 효과적으로 컨트롤하면서 독일의 방어선을 탐색했다. 동원 15일 후인 1939년 9월 16일에 프랑스 육군은 본격적인 독일 진격을 시작했다. 프랑스 정부가 공표한 예비 동원령은 8월 26일이었고, 9월 1일에 총동원령이 공표됐었다.

### 진행
프랑스의 라인강 고수부지 점령전(자를란트 공세)은 선전포고 4일 후인 9월 7일 시작되었다. 독일 국방군 주력이 폴란드의 그단스크와 서 폴란드를 점거하는 동안, 프랑스 군은 상대적으로 약한 서부 전선의 독일군에 대해 절대적인 숫적 우세를 보였다. 그러나 프랑스군은 한동안 폴란드를 원조하기 위한 어떤 조치도 취하지 않았다.
마침내 작전이 시작되고, 11개의 프랑스 사단들이 32km 정도에 걸쳐 자르브뤼켄으로 일거에 몰려가는 동안 독일군의 산발적인 저항만이 있었다. 전투는 독일 군단의 회피 기동으로 인해 거의 이루어지지 않았다. 거의 40개 사단에 달하는 프랑스 군이 총공세를 벌였지만 소득이 없었다. 프랑스군은 8km 깊이로 적진에 무혈입성하여, 20여 개의 마을을 독일군으로부터 해방시켰다. 그러나 이 소득없는 공세는 바른트 숲(the Warndt Forest)에 설치된 독일군의 촘촘한 지뢰지대에 막혀 중단됐다. 독일 영토 중 약 7.8 km2(1939년 당시 독일영토 633,786km2의 약 0.001%)만을 점령한 셈이었다.

### 가짜 전쟁의 서막
9월 12일 프랑스 아브빌에서 영불 최고 전쟁 위원회가 처음으로 열렸다. 회의 결과로 프랑스는 모든 공세를 중단하고 방어태세로 전환하고, 마지노 선에서 독일군에게 참호전을 강요하자고 결정됐다. 그때까지 프랑스 사단들은 자를란트 지역을 24km의 폭으로 8km만큼 들어간 상태였다. 모리스 가믈랭 장군은 독일 지그프리트 방어선 1km 앞으로 후퇴를 명령했다. 폴란드에게는 이 결정을 통지하지 않았다. 동맹국에게 도의상 있을 수 없는 일이었다. 오히려 가믈랭은 폴란드 대원수 에드바르트 리츠시미그위에게 전체 프랑스군의 1/2에 달하는 자신의 휘하 부대들이 독일군과 교전했기 때문에 최소한 6개 이상의 독일군 사단이 폴란드에서 후퇴한 거라고 생색냈다. 다음날 프랑스 군의 폴란드 파견군 사령관인 루이 포히 장군은 폴란드인 참모에게 영불 연합군의 서부 전선 총공세가 9월 17일에서 20일 경까지 연기될 것이라고 말했다. 바로 그 시각 그의 말과는 반대로 프랑스 전군에 마지노 선까지 즉각 후퇴하라는 명령이 하달됐다. 가짜 전쟁의 시작이었다.

## 겨울 전쟁
가짜 전쟁 중에 가장 주목할 만한 사건인 겨울 전쟁은 1939년 11월 30일에 시작된 소련의 핀란드 침략을 말한다. 특히 프랑스와 영국의 여론은 민주 핀란드에게 우호적이었으며, 거대한 적에게 맞선 "용감한 핀란드인들"에 대한 정부의 효과적인 지원을 촉구했다. 때는 겨울로 북극 지방의 핀란드로서는 방어가 더 용이할 것으로 여겨진 점도 있었다. 핀란드 침략으로 인해 소련도 국제 연맹에서 퇴출됐지만, 영불 연합군 내에서도 스칸디나비아반도에서의 전선 확장에 대해 우려하는 군 전문가들이 많아졌다. 실제로 겨울 전쟁이 끝날 때까지 핀란드에 원래 파병하기로 했었던 영국군은 결국 노르웨이에 배치됐다. 이듬해인 1940년 3월 20일 겨울 전쟁이 소련의 승리로 끝난 후 프랑스 총리 에두아르 달라디에(Édouard Daladier)는 핀란드 방어 실패 책임을 지고 사임했다.

## 독일의 덴마크와 노르웨이 침공
스칸디나비아반도 북쪽으로의 전선 확장에 대해 연합군 측의 논의가 계속됐다. 물론 당사자인 스칸디나비아 3국의 의사나 동의 절차 따위는 무시됐다. 독일이 덴마크 저지대 침공을 시작한 2월 16일 경, 독일 해군과 독일 정부에서는 독일 봉쇄령으로 인한 철광석 공급 부족을 타개하기 위해 노르웨이 해안을 확보해야 할 전략적 필요성이 제기됐다. 일명 베저위붕 작전이라 명명된 작전으로 유틀란드반도와 노르웨이 침공이 4월 9일 시작됐다. 4월 14일 영불 연합군이 노르웨이에 뒷따르듯 상륙하지만, 4월 말 경 노르웨이 남부는 독일의 손에 떨어진다. 북부로 진출하려는 독일군의 공세를 효과적으로 저지하던 영불, 노르웨이 연합은 폴란드 점령을 마친 독일군 주력이 유럽 서부 전선으로 몰려오자 와해된다. 영불 연합군은 독프 국경의 서부 전선으로 모두 빠졌고, 노르웨이 군만 홀로 힘겹게 버티다 6월 9일 자정 항복한다.

## 영국의 정권 교체
핀란드 방어전을 포기하면서까지 지키려했던 노르웨이에서의 연합군의 와해는 영국 하원에서 역사적인 격론을 불렀다. 총리 네빌 체임벌린은 야당에게 일방적으로 공격당하고 있었다. 불신임 결의만은 시시각각 점증하는 나치 독일의 위협에 대한 여론 덕에 체임벌린 측이 281표 중 200표를 얻어 기각됐으나 전문가들의 예상보다는 이탈표가 꽤 나온 셈이었다. 체임벌린은 거국 내각이 계속 이어지지 못할 것으로 예상하고 대연정을 계획했다. 5월 10일 체임벌린은 보수당 당대표 직에는 유임된 채 수상 직을 사임했다. 영국 왕 조지 6세는 후임으로 주전론자인 윈스턴 처칠을 임명했다. 처칠은 보수당, 노동당, 자유당으로 대연정을 꾸렸으며 비정치인 출신 관료들로 내각을 구성했다.

## 가짜 전쟁의 끝

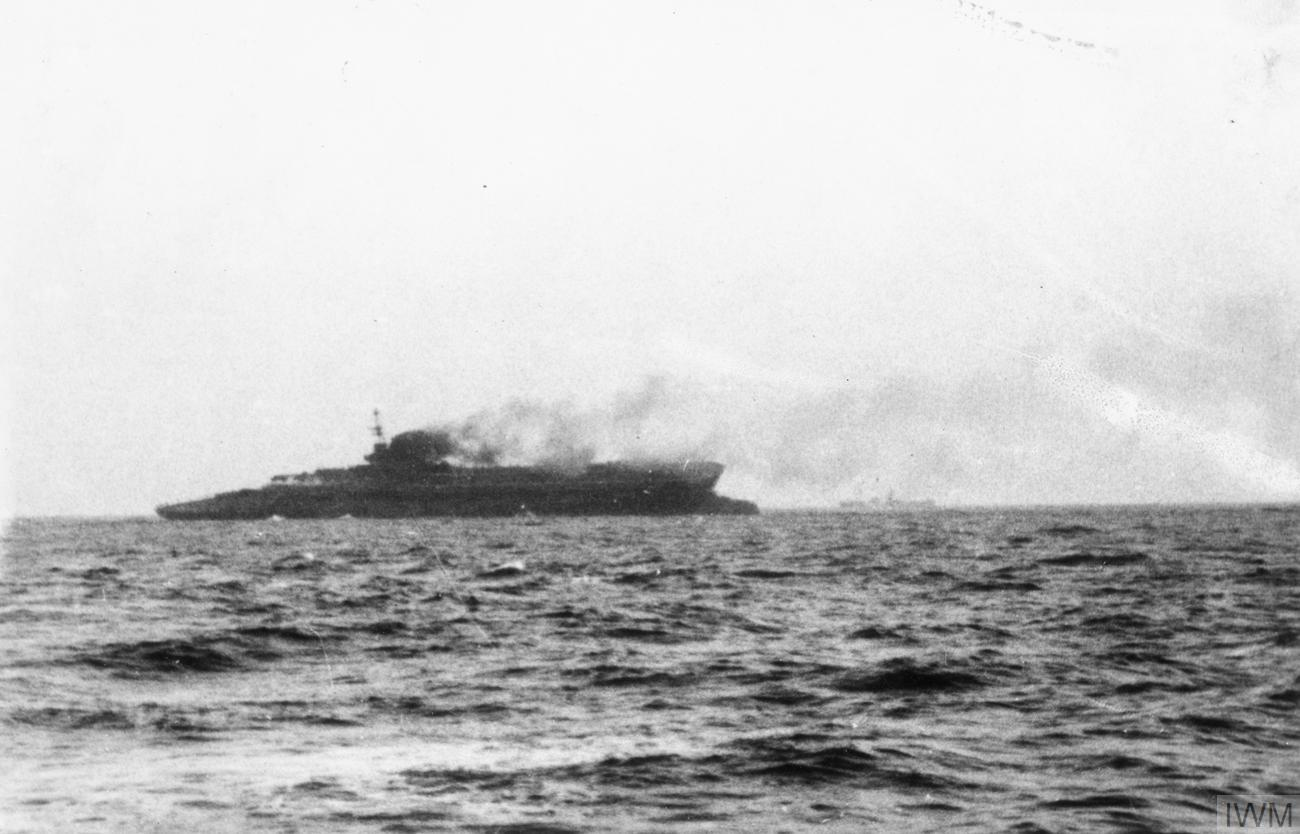
독일 잠수함 U-29에 의해 HMS 커레이지어스가 침몰된 직후 모습.

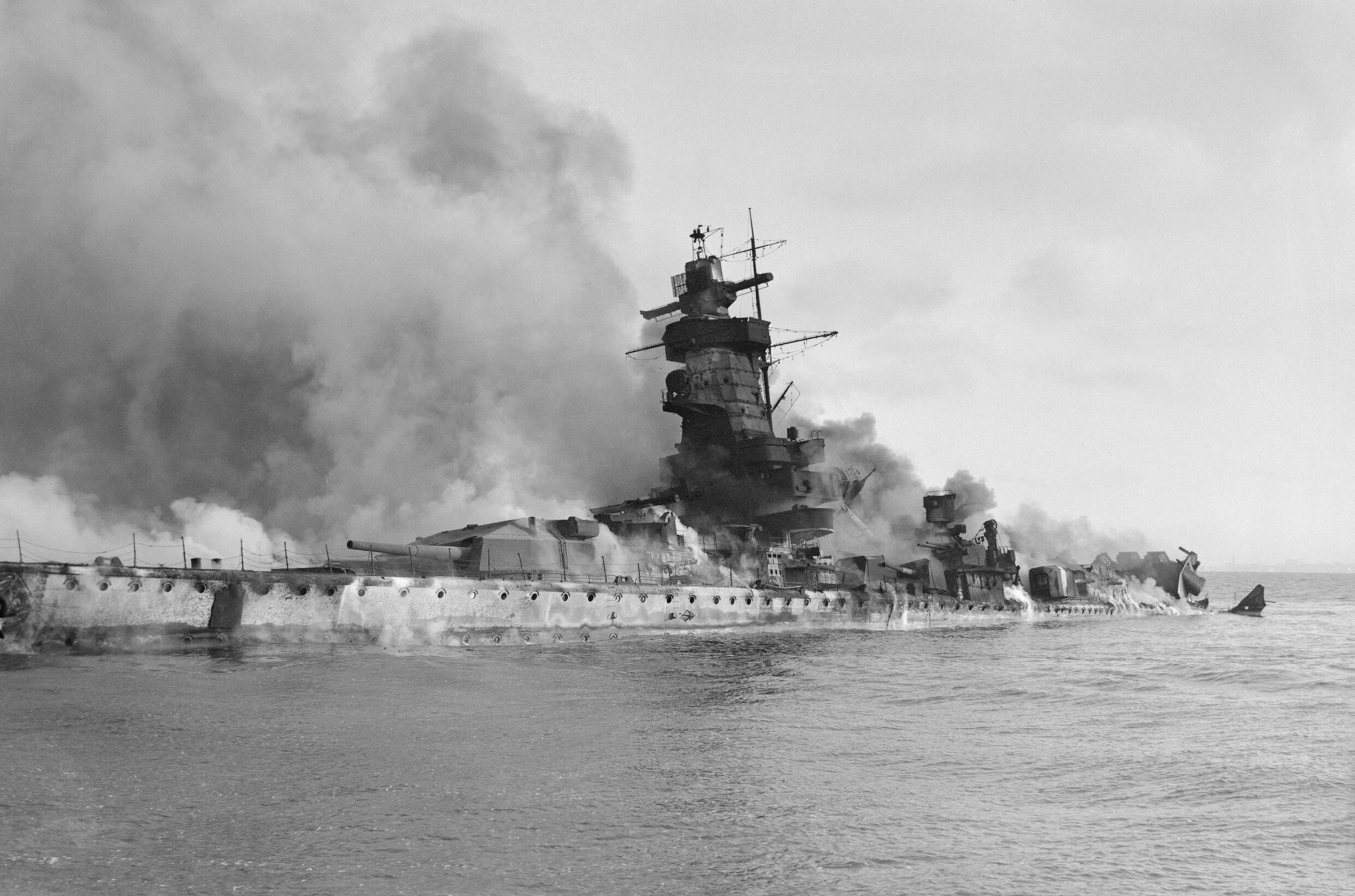
독일 순양함 아드미랄 그라프 슈페가 자침한 직후 모습.

가짜 전쟁 동안의 주요 전투는 대서양 전투를 포함하여 주로 바다에서 일어났다. 이 중 주목할 만한 사건에는 다음이 있었다.
- 1939년 9월 17일, U-29에 의해 영국 항공모함 HMS 커레이지어스가 격침되었다. 이 선박은 15분 동안 침몰하여 승무원 518명의 사상자가 발생했다. 이 군함은 최초로 격침된 항공모함이다.

- 1939년 10월 14일, 영국 전함 HMS 로얄 오크가 스코틀랜드에 위치한 스케퍼 플로에서 U-47에 의해 격침되었다. 사망자는 영국 제2전함전대 사령관 헨리 베그로우 소장을 포함해 833명이었다.

- 1939년 10월 16일, 독일 공군이 영국 폭격을 시작했을 당시 융커스 Ju 88로 로지스 포지스 만에서 영국 군함을 공격했다. RAF 제602 소대와 RAF 제603 소대는 스피트파이어로 Ju 88를 2기 격추하고 공격을 막아냈다. 다음 날 스케퍼 플로에서, Ju 88는 대공포에 의해 호이 섬에 격추되었다. 영국 본토에 격추된 최초의 독일 공군은 9월 29일 헤딩튼 이스트로디언으로 602소대와 603소대 공동으로 승리했다.[13][14]

- 1939년 12월, 독일 순양함 아드미랄 그라프 슈페가 영국 해군 순양함 HMS 엑시터, 아약스와 HMNZS 아킬레스와 리버 플레이트 전투로 불리는 전투로 공격되었다. 아드미랄 그라프 슈페는 몬테비데오에서의 전투 중에 입은 손상을 복구하는 중이었다. 함선은 나중에 항구 밖에서 독일 해군보다 더 많은 영국 해군이 있는 것으로 오해하여 자침되었다. 이 함선의 지원함이었던 유조선 알트마르크는 1940년 2월 영국 해군에 의해 노르웨이 근해에서 나포되었다. (참조:나르비크 전투, 알트마르크 사건)

공군도 가짜 전쟁 기간 동안 항공 정찰이나 일부 전략 폭격도 시행하였다. 또한, 영국 공군은 독일 영내에서 정찰 및 전단지를 투척하는 임무를 맡았다. 이러한 전단지는 영국에서 "전단지 공습"이나 "색종이 전쟁"으로 불리게 되었다.
영국 및 프랑스의 선전포고 8달 후인 1940년 5월 10일, 독일군이 룩셈부르크, 벨기에, 네덜란드를 침공하여 프랑스 공방전이 시작되자 가짜 전쟁은 끝나게 된다.

## 같이 보기
- 피케 작전
- 서구의 배신